# Jimmy Clabots
Jimmy R. Clabots (ur. 12 listopada 1980) – amerykański aktor, model i producent filmowy kubańskiego i hiszpańskiego pochodzenia.

## Filmografia

### Filmy fabularne
- 2005: The Recorder jako Jared
- 2008: Another Gay Sequel: Gays Gone Wild jako Jared
- 2009: Anioły i demony (Angels & Demons) jako chórzysta watykański
- 2009: To skomplikowane (It's Complicated) jako student na przyjęciu
- 2010: The Fall of 1980 jako Joe
- 2010: Go Go Reject jako Jock Strap

### Seriale TV
- 2010: Melanż z muchą (Party Down) jako dostawca Cateringu w Valhalla
- 2011: CSI: Kryminalne zagadki Las Vegas (CSI: Crime Scene Investigation) jako Douglas Nathan Haskell
- 2011: Jane by Design jako mężczyzna w barze